# جزیره ماتوآ
جزیره ماتوآ (انگلیسی: Matua) یک جزیره آتشفشانی در جزایر کوریل کشور روسیه است.